# Thitu

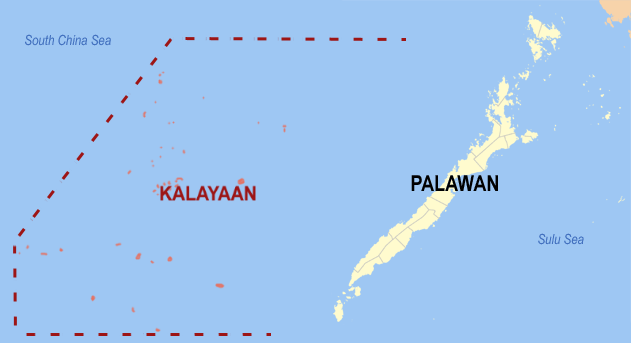
Ubicación de Kalayaan (Libertad en idioma español).

La Isla Thitu (en Tagalo: Pagasa, chino simplificado: 中 业 岛, chino tradicional: 中 业 岛, pinyin: Zhōngyè dǎo; vietnamita: Đảo Thi Tu), con una superficie de 37,2 hectáreas (0,37 km²) es la segunda mayor isla natural de todas las Islas Spratly y la más grande de este grupo de las ocupadas por Filipinas. Después de que la Armada de la República de China evacuara la isla Zhongye debido a un tifón en 1971, Filipinas aprovechó la oportunidad para ocupar la isla y más tarde la estableció como el centro administrativo de la ciudad de Kalayaan. La República de China, la República Popular China y Vietnam también reclaman la soberanía sobre la isla.

## Historia
Fue ocupada por Filipinas en 1971. Expulsando a los soldados de la Republica de China, que lo tenían controlado. Siendo una de las más grandes islas, justo después la isla de Itu Aba (ocupada por los taiwaneses), con 46 hectáreas, es muy protegida por las fuerzas militares de Filipinas. China, Taiwán y Vietnam también reclaman esta isla. 40 de un total de 60 soldados filipinos estacionados en todas las islas ocupadas se encuentran asignados en la isla de Pagasa. Tiene una pista de aterrizaje (llamada como campo de aviación Rancudo), que sirve tanto a las necesidades militares como comerciales de transporte locales. Era la única pista de aterrizaje en toda la cadena Spratly que podía acomodar aeronaves de gran tamaño, como por ejemplo los aviones de carga C-130 de la Fuerza Aérea de Filipinas (PAF), pero se ha visto ampliamente superada a partir del año 2016 con la construcción de las bases de la República Popular China en Subi Reef, Mischief Reef y Fiery Cross Reef. La PAF envía regularmente aviones de combate de Palawan para hacer misiones de reconocimiento en las regiones de Filipinas y en la fiscalización en la cadena de Spratly. La presencia de una pista de aterrizaje larga en la Isla de Pagasa hace de esas misiones de reconocimiento más sencillas.